# Гусев, Василий Сергеевич
Васи́лий Серге́евич Гу́сев (1911 — 1943) — парторг 24-го гвардейского воздушно-десантного полка (10-я гвардейская воздушно-десантная дивизия, 37-я армия, Степной фронт), гвардии старший лейтенант.

## Биография
Родился 28 июля 1911 года в семье крестьянина в селе Кладбище Российской империи, ныне в черте города Сергач Нижегородской области. Русский.
После окончания школы работал в колхозе.
В 1931—1933 годах проходил действительную службу в Красной Армии. Член ВКП(б) с 1932 года. После увольнения в запас работал учеником токаря, затем токарем в депо станции Сергач. Как лучший рабочий-коммунист Гусев был направлен на работу в родное село, избран председателем колхоза. За короткое время вывел колхоз из отстающих в передовые. На этом посту встретил начало Великой Отечественной войны.
В 1942 году был вновь призван в армию. После окончания краткосрочных курсов командного состава младший лейтенант Гусев направлен на фронт. В боевых действиях участвовал с февраля 1943 года. Воевал под Сталинградом и на Курской дуге. Особо отличился в боях за освобождение Украины.
В октябрьских боях 1943 года парторг 24-го гвардейского воздушно-десантного полка гвардии старший лейтенант Гусев всегда находился в боевых порядках наступающих подразделений. В бою за село Анновка (Верхнеднепровский район Днепропетровской области) поднял бойцов в штыковую атаку. 14 октября в бою за важную высоту лично подбил 4 фашистских танка и уничтожил десятки гитлеровцев. В этом же бою погиб.
Похоронен в селе Мосты Верхнеднепровского района.

## Награды
- Указом Президиума Верховного Совета СССР от 20 декабря 1943 года за образцовое выполнение боевых заданий командования на фронте борьбы с немецко-фашистским захватчиками и проявленные при этом мужество и героизм гвардии старшему лейтенанту Гусеву Василию Сергеевичу посмертно присвоено звание Героя Советского Союза.
- Награждён орденами Ленина, Красной Звезды, а также медалями.

## Память
- Родное село Героя было переименовано в Гусево (позднее оно вошло в состав города Сергач и образовало улицу его имени). Там же Гусеву установлен бюст и мемориальный барельеф на памятнике Героям Советского Союза[1].
- На братской могиле в селе Мосты, где захоронены три Героя Советского Союза — Гусев Василий Сергеевич, Чхаидзе Владимир Михайлович и Янцев Петр Илларионович — установлен памятник с мемориальной доской[2].